# Estación General San Martín (La Pampa)
General San Martín es una estación ferroviaria ubicada en la localidad del mismo nombre, Departamento Hucal, Provincia de La Pampa, Argentina.

## Servicios
Es una estación del ramal perteneciente al Ferrocarril General Roca, desde la Estación Nueva Roma hasta la Estación Toay.
No presta servicios de pasajeros, ni de cargas.